# Gymnotiformes
Gymnotiformes – rząd słodkowodnych ryb promieniopłetwych (Actinopterygii), zaliczanych do otwartopęcherzowych (Ostariophysi). W literaturze polskiej spotykany jest pod zwyczajową nazwą strętwokształtne, choć nazwa ta nie nawiązuje do typu nomenklatorycznego, lecz do unikalnego wśród Gymnotiformes gatunku jakim jest strętwa. Dawniej ta grupa ryb była zaliczana – jako gymnotowce lub strętwy (Gymnotoidei) – do karpiokształtnych. Gymnotiformes wykształciły narządy elektryczne. Rząd obejmuje około 130 gatunków o stosunkowo mało poznanej biologii. Poza lokalną konsumpcją nie mają znaczenia gospodarczego.

## Występowanie i biotop
Ameryka Środkowa i Ameryka Południowa (na południe do La Plata) – wody stojące i wolno płynące, często zamulone, z niską zawartością tlenu.

## Cechy charakterystyczne

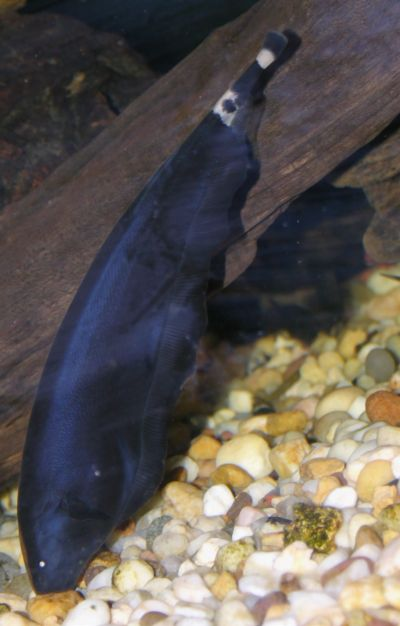
Duch brazylijski (Apteronotus albifrons)

Ciało wydłużone, silnie bocznie ścieśnione (z wyjątkiem Electrophorus electricus), węgorzowatego kształtu, zwykle nagie. Wąsiki nie występują. Brak płetw brzusznych, a u wielu również grzbietowej i ogonowej. Ta ostatnia zachowała się u niektórych w postaci szczątkowej. Głównym narządem ruchu postępowego jest bardzo długa płetwa odbytowa wsparta na ponad 200 promieniach, ciągnąca się wzdłuż dolnej krawędzi niemal całego ciała. Poruszana jest przez dwie grupy mięśni: mięśnie płetwowe wewnętrzne i zewnętrzne mięśnie płetwy odbytowej. Silnie unaczyniony nabłonek jamy gębowej i gardzieli pełni funkcję narządu oddechowego przystosowanego do oddychania powietrzem atmosferycznym.
Jama ciała jest bardzo krótka w stosunku do długości całkowitej. Otwór odbytowy znajduje się w okolicy gardła, a u Rhamphichthys rostratus – pod głową, na wysokości oczu. Parzyste narządy elektryczne zajmują resztę ciała za jamą brzuszną. U E. electricus, poza głównym, funkcjonują jeszcze dodatkowe narządy elektryczne: narząd Sachsa i narząd Huntera – wszystkie zlokalizowane w tylnej części ciała. Narządy te wytwarzają stałe pole elektryczne, stanowią główny zmysł ryby, zastąpiły większość innych zmysłów ryb z tej grupy – wzrok, węch i smak są słabo rozwinięte.
Strętwokształtne żywią się skorupiakami, owadami i ich larwami, a dorosłe osobniki większych gatunków – rybami.

## Systematyka
Do Gymnotiformes zaliczane są dwa podrzędy z pięcioma rodzinami:
- Gymnotoidei:
  - Gymnotidae
- Sternopygoidei:
  - Apteronotidae
  - Hypopomidae
  - Rhamphichthyidae
  - Sternopygidae

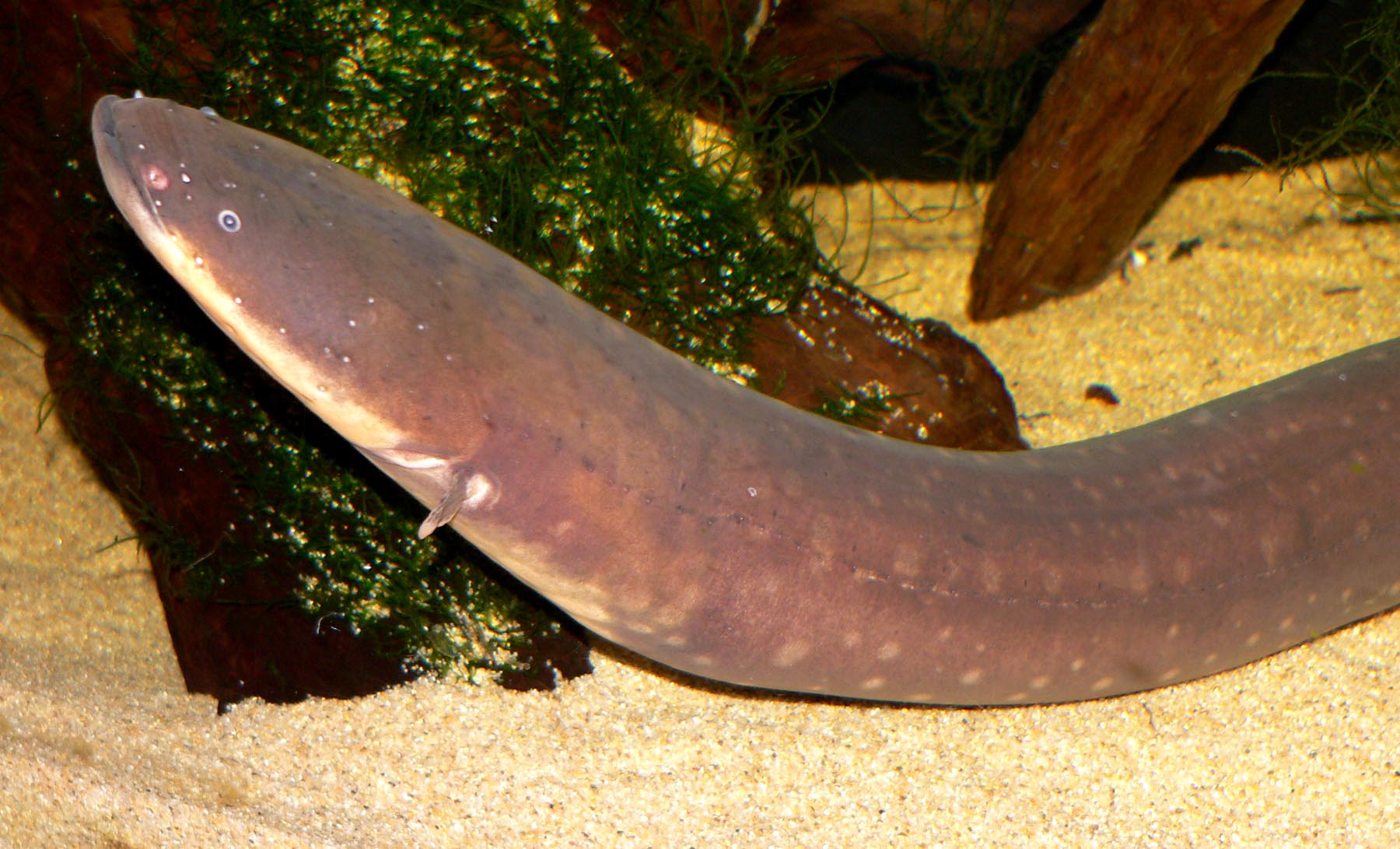
Strętwa (Electrophorus electricus)

Jeden z gatunków zaliczanych do tego rzędu – strętwa (Electrophorus electricus) – wyraźnie wyróżnia się wśród pozostałych. Ma ciało cylindryczne, bez łusek, może oddychać powietrzem atmosferycznym, a jego narządy elektryczne wytwarzają napięcie znacznie wyższe niż u innych Gymnotiformes.